# Text Template Transformation Toolkit
Text Template Transformation Toolkit（通称：T4、または、T4 テキストテンプレート）は、Visual Studioに含まれるテンプレートベースのテキスト生成エンジンである。
C#またはVB.netのプログラムコードを含むテンプレートファイルを記述することで、最終的なテキストファイルを自動生成することができる。

## 例
下記の内容のSample.ttを作成する。
```
<
#@
 
output
 
extension
=
".txt"
 
#
>

<
#
 
for
 
(
int
 
i
 
=
 
1
;
 
i
 
<=
 
4
;
 
i
++
)
 
{
 
#
>

Hello
,
 
T
<
#
=
i
#
>!

<
#
 
}
 
#
>

```

上記のSample.ttを元に、同名で拡張子が.txtであるSample.txtが下記のように生成される。
```
Hello, T1!
Hello, T2!
Hello, T3!
Hello, T4!

```

## 構文

### テキストブロック
テキストブロックは、制御ブロックではない全ての箇所を指す。
テキストブロックの中身は、出力内容に直接挿入される。
制御ブロックのみが書かれていて、かつ、出力が無い場合、行末の改行文字はテキストブロックとは見做されない。

#### エスケープ
<##>の直前に\を記述することで、エスケープできる。これらのブロックの直前に連なる\は2つ毎に1つの\にエスケープされる。
これ以外の箇所では、\は単体でそのまま出力される。
つまり、以下のような出力となる。
- \\<# ⇒ \の後に制御ブロックが続く
- \abc ⇒ \abc
- \\abc ⇒ \\abc

### 制御ブロック

#### 標準制御ブロック
<# #>で囲まれた箇所を指す。
標準制御ブロック内では、templateディレクティブで指定された言語(C#,VB.net)の制御を記述できる。

#### 式制御ブロック
<#= #>で囲まれた箇所を指す。
式制御ブロック内では与えられた式の評価結果が、出力内容に挿入される。
例えば、<#= DateTime.Now #>と書いた場合、実行時(またはデザインの内容に変更があった時点)の現在時刻が挿入される。
ユーティリティメソッドのWriteメソッドの簡略表記と考えられる。

#### クラス機能制御ブロック
<#+ #>で囲まれた箇所を指す。
クラス機能制御ブロックでは、主にテキストを生成するためのメソッドを定義する。

#### ディレクティブ
<#@ #>で囲まれた箇所を指す。
コードはディレクティブと呼ばれ、テンプレートの処理方法を指示するために利用される。
- templateディレクティブ : このテンプレートで使用する言語や、デバッグの有無を指示する。
- assemblyディレクティブ : 外部アセンブリの使用を宣言する。
- importディレクティブ : 名前空間の使用を宣言する。
- includeディレクティブ : 他のテンプレートファイルのテキストを取り込む。
- outputディレクティブ： 出力ファイルの出力方法を指示する。

### ユーティリティメソッド
Microsoft.VisualStudio.TextTemplating.TextTransformationクラスにユーティリティメソッドが定義されている。
例えば、PushIndent(),PopIndent()メソッドを利用することで、出力ファイルのインデントを操作することができる。

## 歴史
T4の最初のバージョンは、Visual Studio 2005で登場した。当初はVisual Studioに同梱されておらず、SDKのインストールが必要だった。
Visual Studio 2008 以降では標準で同梱される。